# Гілландейл (Меріленд)
Гілландейл (англ. Hillandale) — переписна місцевість (CDP) в США, в окрузі Монтгомері штату Меріленд. Населення — 6043 особи (2010).

## Географія
Гілландейл розташований за координатами 39°1′31″ пн. ш. 76°58′34″ зх. д. / 39.02528° пн. ш. 76.97611° зх. д. (39.025300, -76.976021).  За даними Бюро перепису населення США в 2010 році переписна місцевість мала площу 5,34 км², з яких 5,34 км² — суходіл та 0,00 км² — водойми.

## Демографія
Згідно з переписом 2010 року, у переписній місцевості мешкали 6043 особи в 1983 домогосподарствах у складі 1502 родин. Густота населення становила 1132 особи/км².  Було 2085 помешкань (391/км²).
Расовий склад населення:
| - 44,6 % — білих - 25,0 % — чорних або афроамериканців - 10,7 % — азіатів - 0,4 % — корінних американців - 14,4 % — осіб інших рас |

До двох чи більше рас належало 4,8 %. Частка іспаномовних становила 26,4 % від усіх жителів.
За віковим діапазоном населення розподілялося таким чином: 21,3 % — особи молодші 18 років, 60,9 % — особи у віці 18—64 років, 17,8 % — особи у віці 65 років та старші. Медіана віку мешканця становила 42,9 року. На 100 осіб жіночої статі у переписній місцевості припадало 101,6 чоловіків;  на 100 жінок у віці від 18 років та старших — 97,8 чоловіків також старших 18 років.
Середній дохід на одне домашнє господарство  становив 112 053 долари США (медіана — 100 557), а середній дохід на одну сім'ю — 123 045 доларів (медіана — 104 009). Медіана доходів становила 64 750 доларів для чоловіків та 67 500 доларів для жінок. За межею бідності перебувало 6,4 % осіб, у тому числі 7,4 % дітей у віці до 18 років та 7,9 % осіб у віці 65 років та старших.
Цивільне працевлаштоване населення становило 2783 особи. Основні галузі зайнятості: освіта, охорона здоров'я та соціальна допомога — 22,0 %, науковці, спеціалісти, менеджери — 12,0 %, публічна адміністрація — 11,5 %, будівництво — 11,1 %.